# Volokolamskij rajon
Il Volokolamskij rajon (in russo Волоколамский район?) era un rajon dell'Oblast' di Mosca, nella Russia europea; il capoluogo era Volokolamsk. Istituito nel 1929, ricopriva una superficie di 1.671 chilometri quadrati e nel 2010 ospitava una popolazione di circa 55.000 abitanti.